# Forces Armades de Jordània
Les Forces Armades Jordanes (en àrab: القوات المسلحة الأردنية) són les forces armades del Regne de Jordània. Estan formades per l'Exèrcit de terra, la Força Aèria i l'Armada, i estan sota el control directe del Rei de Jordània, que és el seu comandant en cap. Actualment, el cap de l'estat major jordà, és el tinent general Mahmoud Freihat, i també és el conseller militar del Rei.
El primer exèrcit organitzat jordà fou establert el 22 d'octubre de 1920, i va ser anomenat "La Força Mòbil", en aquell temps la unitat tenia una força de 150 homes. En el seu tercer aniversari en 1923, la força fou reanomenada la Legió Àrab, la legió tenia una força de 1.000 homes. En el moment en què Jordània va esdevenir un estat independent en 1946, la Legió Àrab va arribar a sumar fins a 8.000 soldats repartits en tres regiments mecanitzats. En 1956, tots els generals britànics havien marxat, i el seu nom va ser canviat de nou, la unitat fou anomenada Exèrcit Jordà.
L'Exèrcit jordà va lluitar en diverses guerres i batalles, principalment contra l'estat d'Israel. En la guerra araboisraeliana de 1948, la captura de Cisjordània per part de Jordània i les decisives batalles de Latrun, van demostrar que la Legió Àrab fou l'exèrcit més efectiu durant el conflicte. Diversos enfrontaments van seguir a continuació amb Israel, les operacions de desgast, la guerra dels sis dies, la guerra de desgast, i la guerra del Yom Kippur. Jordània també va haver de fer front a l'Organització per a l'Alliberament de Palestina i a l'exèrcit sirià durant els esdeveniments coneguts amb el nom de Setembre Negre. La signatura del tractat de pau de 1994, va acabar amb l'estat d'hostilitat entre els dos països i els va permetre establir unes relacions normals.

## Pistoles
| Arma    | Fabricant             | Model      | País d'origen       | Fotografia |
| ------- | --------------------- | ---------- | ------------------- | ---------- |
| Pistola | Caracal International | Caracal    | Emirats Àrabs Units |            |
| Pistola | Heckler & Koch        | USP        | Alemanya            |            |
| Pistola | Beretta               | Beretta 92 | Itàlia              |            |

## Fusells d'assalt
| Arma            | Fabricant                    | Model | País d'origen | Fotografia |
| --------------- | ---------------------------- | ----- | ------------- | ---------- |
| Fusell d'assalt | Forces Armades de Taiwan     | T91   | Taiwan        |            |
| Fusell d'assalt | Forces Armades de Taiwan     | T86   | Taiwan        |            |
| Fusell d'assalt | Heckler & Koch               | G3    | Alemanya      |            |
| Fusell d'assalt | Heckler & Koch               | G36   | Alemanya      |            |
| Fusell d'assalt | Colt's Manufacturing Company | M4    | Estats Units  |            |